# 橋本竜馬
橋本 竜馬（はしもと りょうま、1988年〈昭和63年〉5月11日 - ）は、日本のプロバスケットボール選手。福岡県飯塚市出身。ポジションはポイントガード/シューティングガード。B.LEAGUE2部・ベルテックス静岡所属。

## 来歴
百道中学校から福岡大学附属大濠高等学校を経て青山学院大学に進学。4年次には主将を務め、関東選手権、関東リーグ、インカレの3冠に導いた。
卒業後の2011年にアイシン シーホースとプロ契約。ユニバーシアード候補選手にも選ばれた。
2015年、アジア選手権に出場する日本代表に選出。
2016年リオデジャネイロオリンピック世界最終予選の日本代表に選出。
2018年6月、琉球ゴールデンキングスへ移籍。
2019年6月、レバンガ北海道へ移籍。
2020年、レバンガ北海道のキャプテンに就任。
2021-22シーズンはレギュラーシーズン全56試合に出場し、ベストFT成功率賞を受賞。
2022年1月に開催予定だったBリーグオールスターゲームに初選出された。
2023年6月、レバンガ北海道退団。アルバルク東京に移籍。
2024年5月29日、アルバルク東京と双方合意の上で契約を解除し、6月20日に越谷アルファーズへ移籍した。
越谷ではチームキャプテンに指名されたが、2025年2月28日付で契約解除となり自由交渉選手リストに公示された。同年3月4日にB2西地区のベルテックス静岡へ移籍。

## 人物
- 2020年の契約更改の席において、前年10月に結婚したことを報告[17][18]。

## 所属歴
- 福岡市立百道中学校
- 福岡大学附属大濠高等学校
- 青山学院大学
- アイシン シーホース（2011年～2013年）
- アイシン シーホース三河（2013年～2016年）
- シーホース三河（2016年～2018年）
- 琉球ゴールデンキングス（2018年～2019年）
- レバンガ北海道（2019年～2023年）
- アルバルク東京（2023年～2024年）
- 越谷アルファーズ（2024年～2025年）
- ベルテックス静岡(2025年〜）

## 記録
| シーズン    | チーム   | GP | GS | MPG   | FG%  | 3P%  | FT%   | RPG | APG | SPG | BPG | TO  | PPG |
| ----------- | -------- | -- | -- | ----- | ---- | ---- | ----- | --- | --- | --- | --- | --- | --- |
| NBL 2013-14 | アイシン | 54 |    | 17.8  | .409 | .367 | .802  | 2.0 | 1.7 | 0.9 | 0   | 0.6 | 5.6 |
| NBL 2014-15 | アイシン | 54 | 24 | 23.3  | .386 | .350 | .868  | 2.1 | 1.4 | 1.0 | 0.0 | 0.7 | 5.1 |
| NBL 2015-16 | アイシン | 53 | 48 | 28.3  | .393 | .358 | .729  | 2.8 | 1.6 | 1.0 | 0.1 | 0.5 | 6.3 |
| B1 2016-17  | 三河     | 43 | 35 | 21.5  | .427 | .378 | .875  | 2.1 | 1.6 | 0.7 | 0.0 | 0.6 | 5.7 |
| B1 2017-18  | 三河     | 52 | 40 | 25:16 | .418 | .390 | .847  | 2.5 | 3.3 | 1.3 | 0   | 0.7 | 7   |
| B1 2018-19  | 琉球     | 56 | 14 | 18:58 | .352 | .352 | .833  | 1.7 | 1.9 | 0.7 | 0.1 | 0.4 | 3.4 |
| B1 2019-20  | 北海道   | 30 | 30 | 22:05 | .333 | .243 | .769  | 1.7 | 3.1 | 0.9 | 0   | 0.7 | 4.2 |
| B1 2020-21  | 北海道   | 54 | 47 | 19:06 | .407 | .235 | .895  | 1.8 | 3.3 | 1   | 0   | 1   | 4.2 |
| B1 2022-23  | 北海道   | 60 | 36 | 24:33 | .380 | .328 | .872  | 1.5 | 3.9 | 0.8 | 0   | 1.1 | 7.8 |
| B1 2023-24  | A東京    | 57 | 0  | 12:25 | .360 | .296 | 1.000 | 0.9 | 1.4 | 0.2 | 0   | 0.4 | 2.4 |